# Rezerwat przyrody Góra Dębowa
Rezerwat przyrody Góra Dębowa – leśny rezerwat przyrody położony w południowej części województwa warmińsko-mazurskiego, na terenie gminy Iłowo-Osada w powiecie działdowskim. Został powołany zarządzeniem Ministra Ochrony Środowiska, Zasobów Naturalnych i Leśnictwa z dnia 31 grudnia 1993 roku. Zajmuje powierzchnię 163,38 ha (akt powołujący podawał 163,32 ha). Celem ochrony rezerwatu jest zachowanie unikalnego w krajobrazie północnego Mazowsza pagórkowatego terenu leśnego pokrytego naturalnymi zbiorowiskami leśnymi, tj. grądem typowym i trzcinnikowym oraz łęgiem jesionowo-olszowym.
Z chronionych gatunków roślin naczyniowych występują tu m.in. lilia złotogłów, wawrzynek wilczełyko, widłak jałowcowaty i gółka długoostrogowa.
Przez teren rezerwatu wiedzie szlak pieszy, oznakowany i udostępniony do użytku w 2018 roku. Prowadzi on na szczyt Góry Dębowej, która jest najwyższym wzniesieniem w tej okolicy – 185 m n.p.m.